# Toninho Baiano
Pour les articles homonymes, voir Toninho.
Antônio Dias dos Santos, plus connu sous le nom de Toninho ou encore de Toninho Baiano (né le 7 juin 1948 à Vera Cruz dans l'état de Bahia, et mort le 8 décembre 1999 à Salvador de Bahia) est un joueur de football international brésilien, qui évoluait au poste de défenseur.

## Biographie

### Carrière en sélection
Avec l'équipe du Brésil, il dispute 17 matchs (pour aucun but inscrit) entre 1976 et 1979. Il figure notamment dans le groupe des sélectionnés lors de la coupe du monde de 1978. Il joue 6 matchs lors de cette compétition.
Il participe également à la Copa América de 1979 avec la sélection brésilienne.

## Palmarès
| Fluminense - Tournoi Roberto Gomes Pedrosa (1) : - Vainqueur : 1970. - Championnat de Rio de Janeiro (3) : - Champion : 1971, 1973 et 1975. - Coupe Guanabara (1) : - Vainqueur : 1971. |  | Flamengo - Championnat du Brésil (1) : - Champion : 1980. - Championnat de Rio de Janeiro (3) : - Champion : 1978, 1979 (1) et 1979 (2). - Coupe Guanabara (1) : - Vainqueur : 1980. |